# Đào Hữu Cảnh (xã)
Đào Hữu Cảnh là một xã thuộc huyện Châu Phú, tỉnh An Giang, Việt Nam.

## Địa lý
Xã Đào Hữu Cảnh nằm ở phía tây nam huyện Châu Phú, có vị trí địa lý: 
- Phía đông giáp xã Thạnh Mỹ Tây
- Phía tây giáp thị xã Tịnh Biên
- Phía nam giáp xã Bình Phú
- Phía bắc giáp xã Ô Long Vĩ.

Xã Đào Hữu Cảnh có diện tích 53,96 km², dân số năm 2019 là 11.351 người, mật độ dân số đạt 210 người/km².
Tổng diện tích đất tự nhiên: 5391ha, trong đó: đất nông nghiệp 5.071 ha, đất phi nông nghiệp là 320 ha. Tổng dân số (theo ĐTTK 2008): 14.450 người, với tổng số 3.416 hộ, trong đó số lao động trong độ tuổi 6.714 lao động (lao động nam 3.324 lao động, chiếm 49,5 %, lao động nữ 3.390 lao động chiếm 50,5%). Dân cư gồm người Kinh chiếm 99,87%, dân tộc Khmer chiếm 0,05%, dân tộc Chăm chiếm 0,03%, dân tộc Hoa chiếm 0,05%)

## Lịch sử
Trước đây, địa bàn xã là một phần của xã Thạnh Mỹ Tây, huyện Châu Phú.
Ngày 12 tháng 1 năm 1984, Hội đồng Bộ trưởng ban hành Quyết định số 8-HĐBT. Theo đó xã được thành lập trên cơ sở tách các ấp Hưng Thới, Hưng Thuận, Hưng Trung và ấp Long Châu 4 của xã Thạnh Mỹ Tây.

## Hành chính
Xã Đào Hữu Cảnh được chia thành 8 ấp: Hưng Phát, Hưng Phú, Hưng Lợi, Hưng Trung, Hưng Thới, Hưng Thuận, Hưng Thạnh và Hưng Hòa.

## Kinh tế
Hơn 90% hộ dân sống bằng nghề nông, thu nhập chính của người dân chủ yếu dựa vào 2 vụ lúa. Hệ thống giao thông nông thôn chưa hoàn chỉnh, địa bàn xã có nhiều kênh, rạch mà đa số các cầu ngang kênh chỉ phục vụ được cho xe mô tô 2 bánh lưu thông gây khó khăn cho việc vận chuyển hàng hoá bằng đường bộ, nhất là vào mùa mưa.
Tình hình sản xuất nông nghiệp với diện tích gieo trồng được cả năm 11.550 ha, trong đó lúa 11.460 ha, cây màu 90 ha; thủy sản: Hiện có 2 hộ nuôi cá lóc với thể tích 108 m3 với số lượng 20.000 con và 11 hộ nuôi lươn với số lượng 9.400 con; thú y: tổng đàn gia súc gia cầm 35.000 con.